# هوهگانت
هوهگانت (به لاتین: Hohgant) یک کوه در سوئیس است که در کانتون برن واقع شده‌است. هوهگانت ۲٬۱۹۷ متر بالاتر از سطح دریا واقع شده‌است.